# Wallfahrtskirche Maria Schutz (Schottwien)

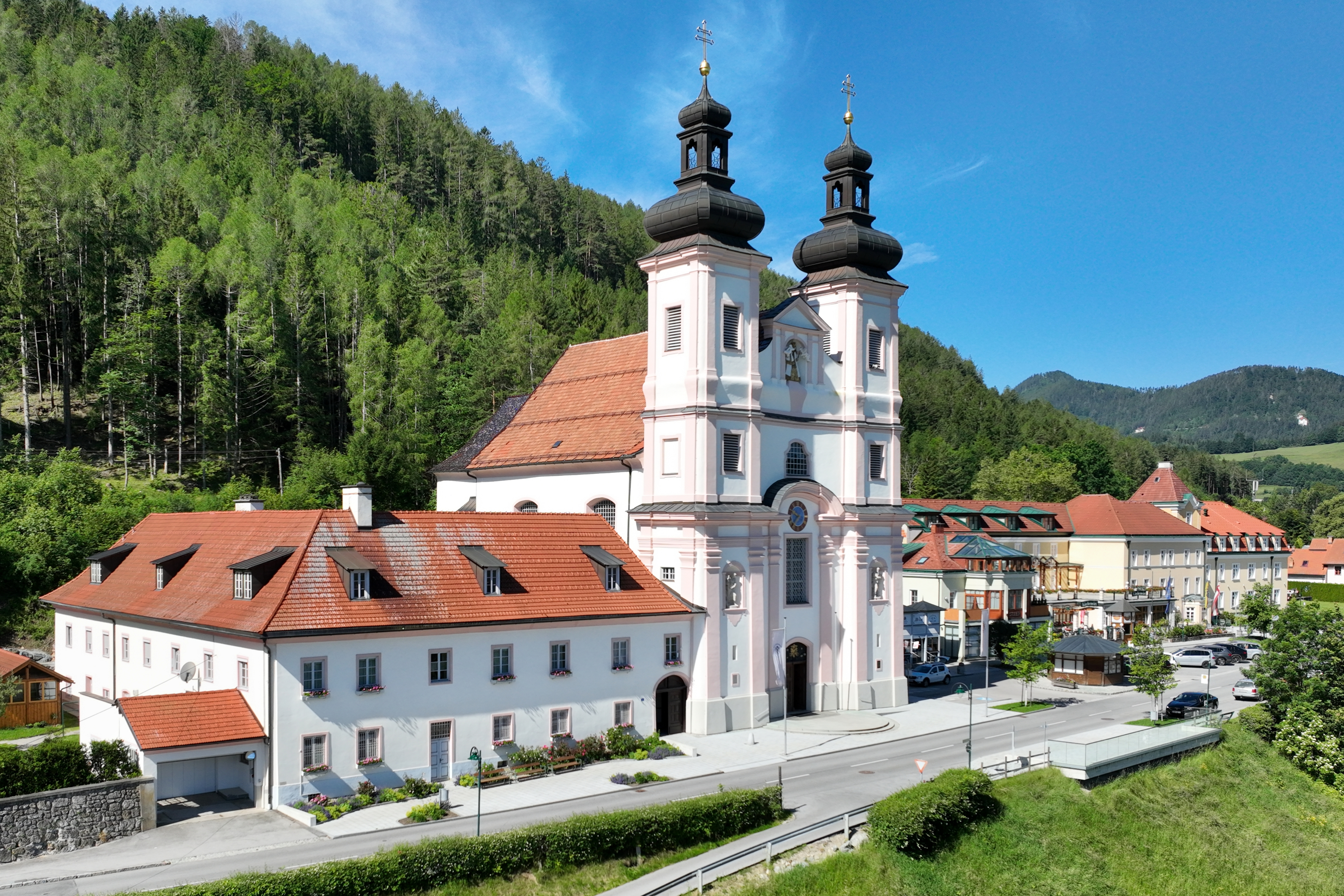
Katholische Wallfahrtskirche Maria Schutz in Göstritz, Schottwien

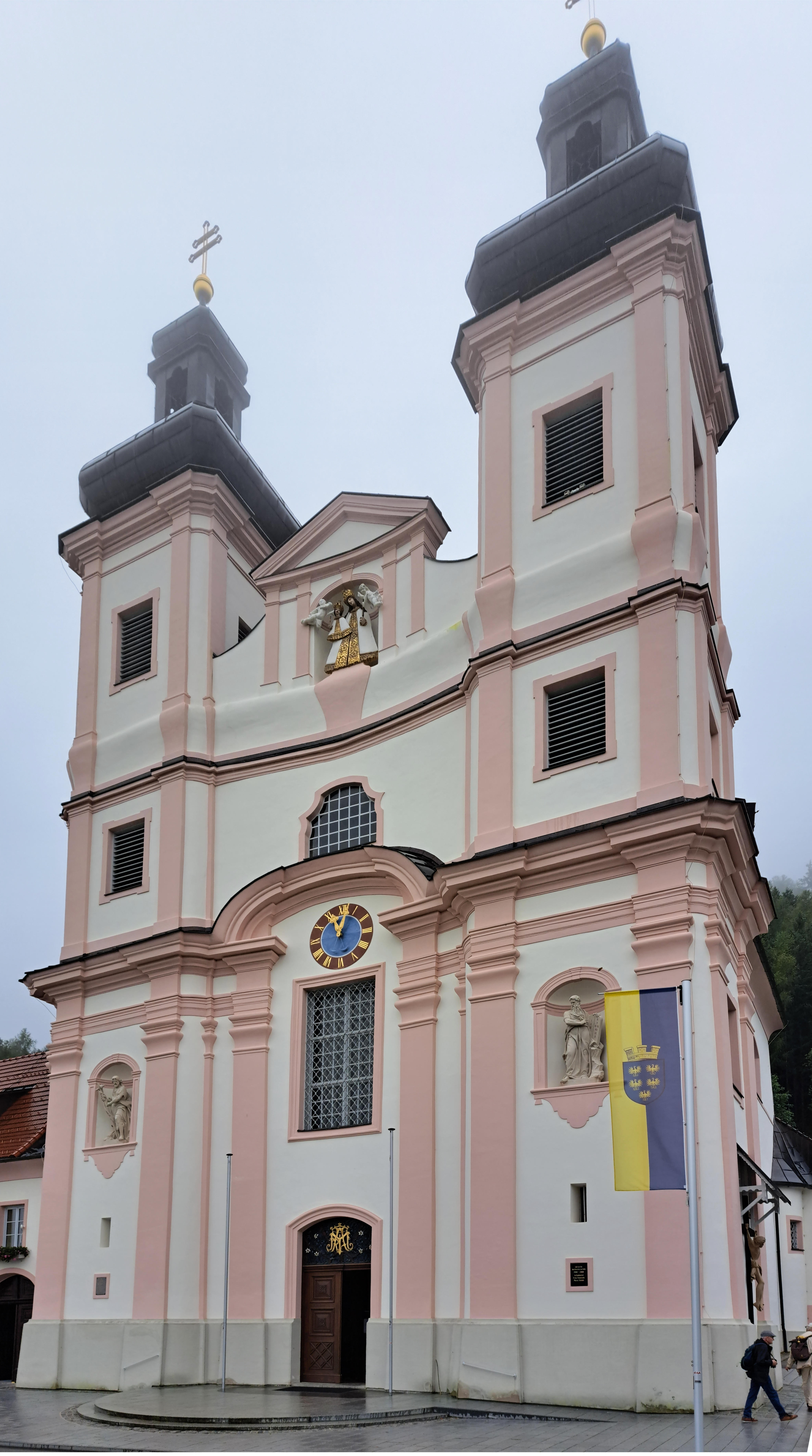
Doppelturmfassade der Wallfahrtskirche

Die römisch-katholische Wallfahrtskirche Maria Schutz steht weithin sichtbar am Nordhang des Sonnwendsteins im Ortsteil Maria Schutz der Ortschaft Göstritz der Marktgemeinde Schottwien im Bezirk Neunkirchen in Niederösterreich. Die dem Patrozinium Maria Schutz unterstellte Wallfahrtskirche gehört zum Dekanat Gloggnitz in der Erzdiözese Wien. Die Kirche steht unter Denkmalschutz (Listeneintrag).

## Geschichte
Ursprung der Wallfahrtskirche ist eine Heilquelle Heilig Bründl mit einer Marienverehrung. 1679 bestand ein Pestlazarett und das Gelübde der Bürger von Schottwien für die Errichtung einer Kapelle. 1721/1722 erfolgte der Bau der Kapelle Maria Schutz und damit ein rascher Aufstieg zum Wallfahrtsort.
Bereits 1727 erfolgte die Grundsteinlegung, um 1728 der Baubeginn für die heutige Kirche unter Graf Joseph Leopold Julius von Wallsegg durch den Maurermeister Joseph Steinberger. Die heilkräftige Quelle in einem Brunnen hinter dem Hochaltar wurde gefasst. Die Kirche wurde 1738 geweiht und 1783 zur Pfarrkirche erhoben.
Im Jahr 1826 zerstörte ein Brand das Dach, unter Gräfin Sternberg, geborene Wallsegg, wurde der Dachstuhl wiederhergestellt, die Türme erhielten nun anstelle der vorherigen Zwiebelhelme Pyramidendächer. 1837 entstanden durch ein Erdbeben Schäden. Im Jahr 1840 übernahm Fürst Alois von Liechtenstein das Patronat.
Im Jahr 1925 wurde die Kirche an den Passionistenorden übergeben. 1934 wurde der Sitz der Pfarre in den Kurort Semmering verlegt. Von 1945 bis 1947 wurden Kriegsschäden behoben. 1970/1974 wurde die Kirche innen und 1995 außen restauriert, wobei die Zwiebelhelme der Türme nach einem Entwurf von Franz Marx rekonstruiert wurden. Im Jahr 1996 wurde die Schatzkammer neu eingerichtet.

## Architektur
Die barocke Saalkirche mit einer mächtigen Doppelturmfassade ist weithin sichtbar und landschaftsbestimmend am Semmering.
Das Kirchenäußere ist wesentlich durch die auf Weitansicht konzipierte, hoch proportionierte, monumentale Schaufassade bestimmt. Die kräftig gegliederte Doppelturmfassade ist etwas breiter als das Langhaus und weist über einem konischen Unterbau risalitartig vortretende, mit Pilastern gegliederte Türme auf, die Zwiebelhelme aus dem Jahr 1995 tragen. Der Mittelteil wirkt durch konkav eingezogene, übergiebelte Gesimse sehr hochgezogen. Im Kontrast zur Doppelturmfassade sind die Langhausfassaden glatt mit hoch ansetzenden Segmentbogenfenstern. Der leicht eingezogene, niedrigere, halbrund geschlossene Chor hat seitliche Anbauten.
In der Doppelturmfront gibt es Nischen mit Statuen, seitlich in den Türmen Moses mit den Gesetzestafeln von Fritz Zerritsch und hl. Johannes der Täufer, gestiftet 1908 von F. Böhler und stark erhöht mittig unter dem Dreieckgiebel Madonna mit Kind, beide mit Schutzmantel und Krone und Zepter flankiert von zwei Engeln.
Das Kircheninnere zeigt ein Langhaus als zweijochigen Wandpfeilersaal mit Platzlgewölben mit querovalen Stuckspiegeln, im Norden und Süden durch sphärische Bögen über konkav eingezogenen Raumelementen abgegrenzt. Über dem Vorhallenjoch befindet sich ein Stichkappentonnengewölbe mit einer aufliegenden flügelartigen Balkonempore. Das quadratische Chorjoch mit einer Hängekuppel und einer Apsiskonche ist mit einem mächtigen verkröpften Gebälk und einer geschichteten Pilastergliederung mit dem Langhaus verschränkt. Die östlich angeschlossene Sakristei ist quadratisch und hat eine Flachdecke mit einem ovalen Stuckspiegel.

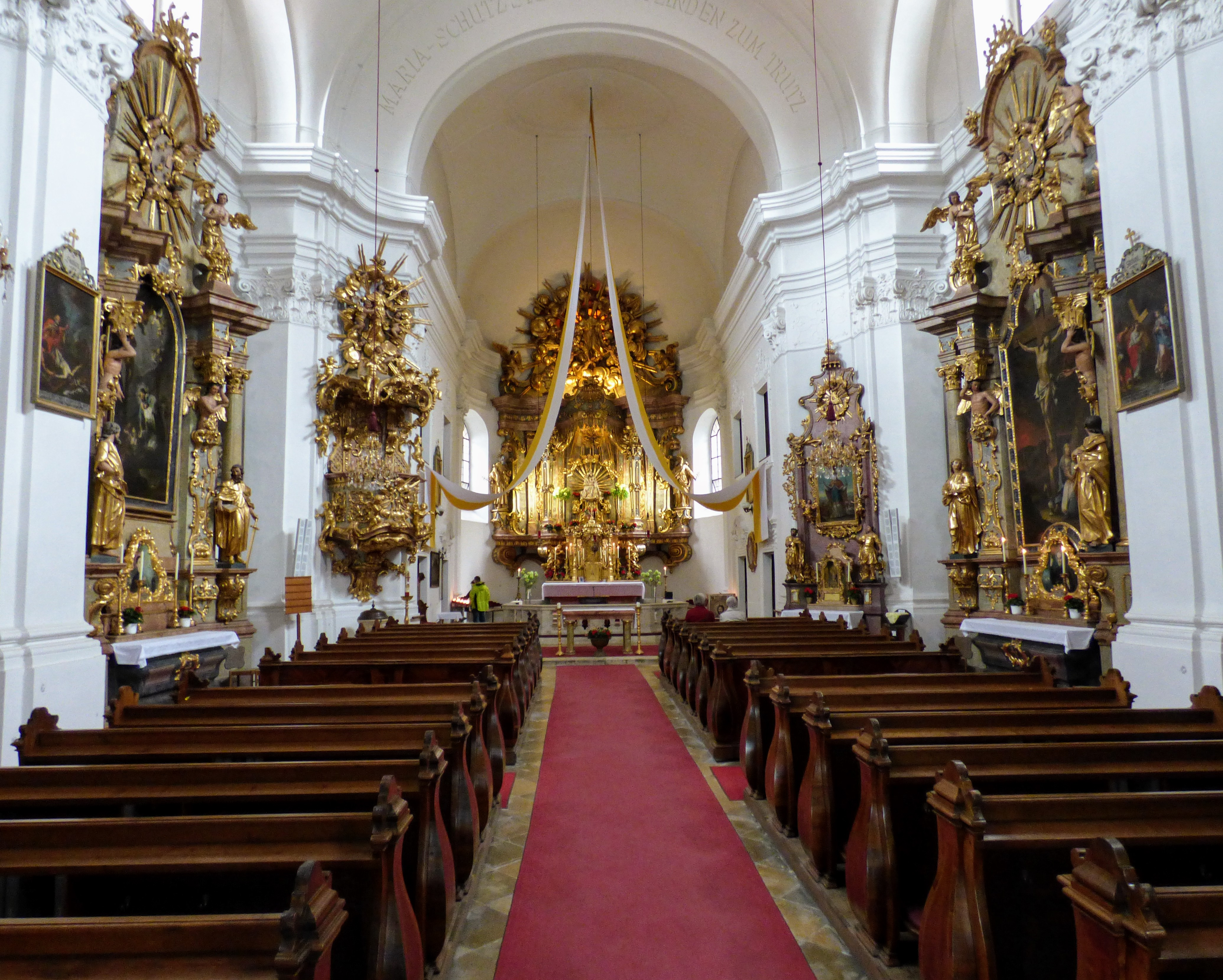
Langhaus, Blick zum Chor
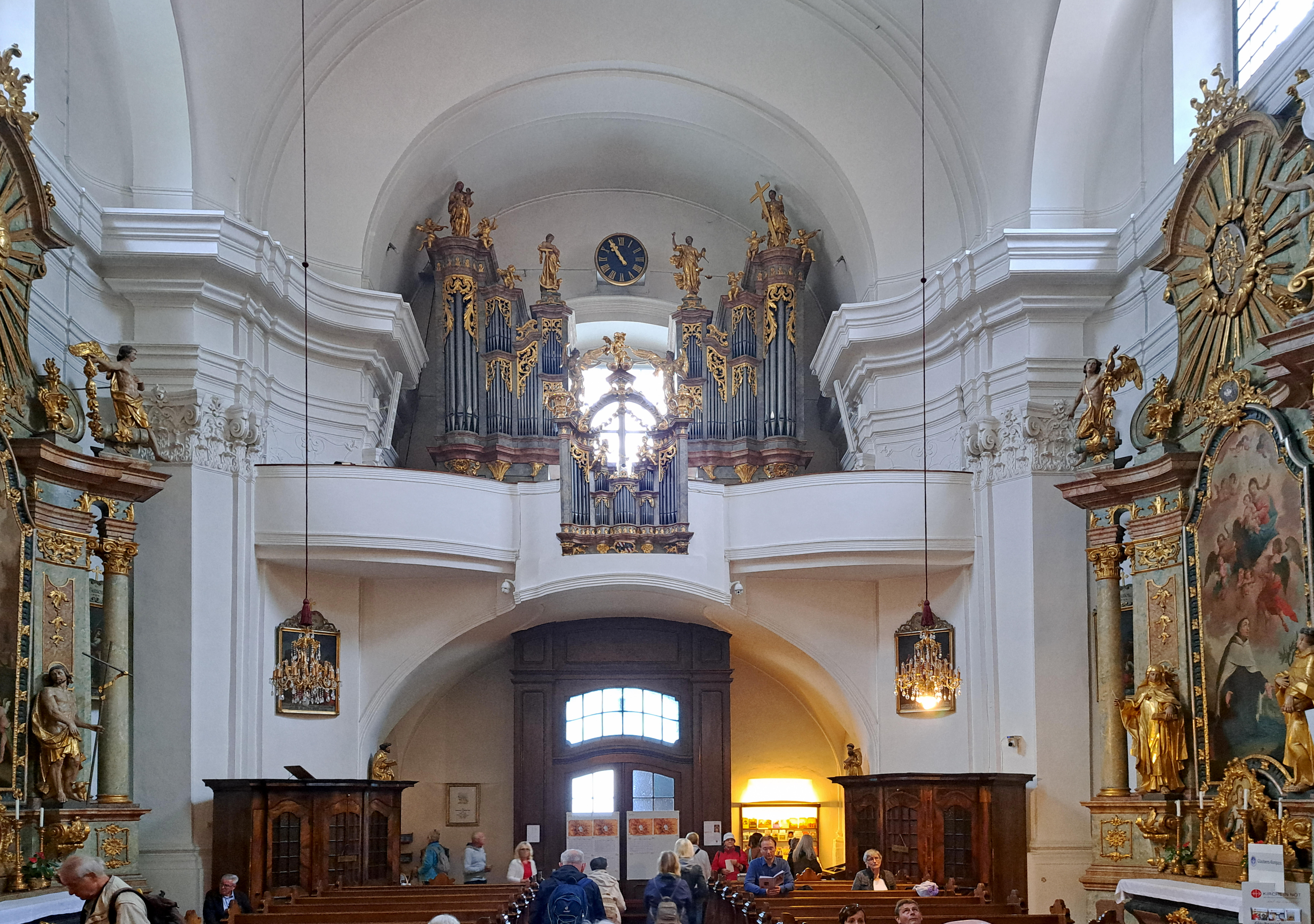
Langhaus, Blick zur Empore
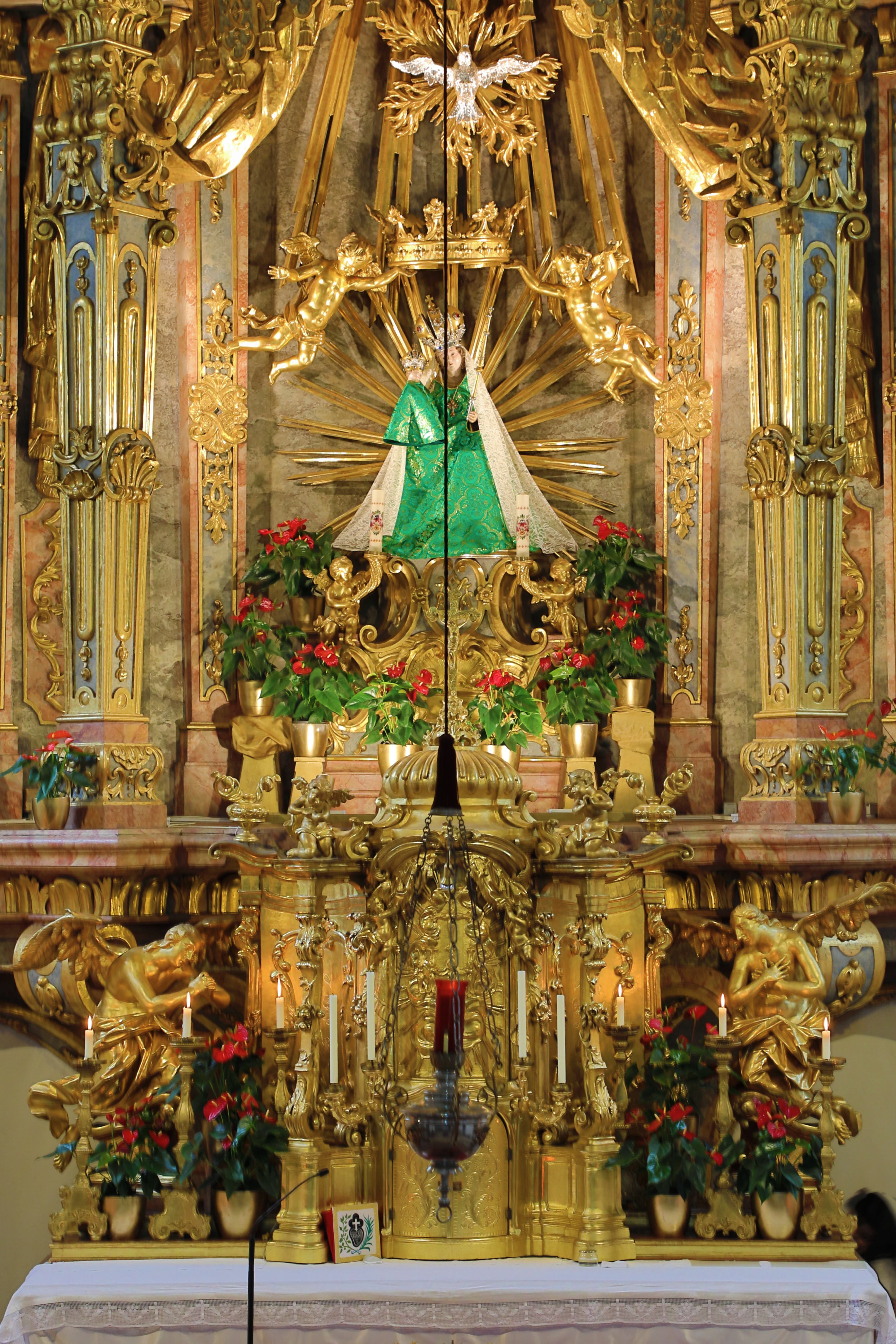
Gnadenbildfigur Maria Schutz

## Ausstattung
In der Kapitellzone des Langhauses und im Chorjoch sowie an der Rahmung der Oratoriumsfenster und der Portale befindet sich zierlicher Bandlwerkstuck, teils mit Engelköpfen.

## Einrichtung
Die bemerkenswerte barocke Einrichtung aus marmoriertem Holz mit besonders reichem figürlichen und ornamentalem Dekor entstand weitgehend in der Bauzeit. Der Hochaltar und die fünf Seitenaltäre sowie die Kanzel und Orgel bestimmen durch Dimension, flächenmäßige Größe und reiche Ausstattung den gesamten Innenraum.

## Orgel
Der Orgelprospekt wurde von Johann Hencke (Wien) 1741 geschaffen. Bei einem Brand 1826 wurde diese Orgel schwer beschädigt. 1899 erfolgte ein Neubau durch Albert Mauracher (1858–1917, Salzburg) mit pneumatischen Taschenladen, die 1970 ihren Dienst versagte. 1972 bis 1974 erfolgte ein Orgelneubau durch die Firma Walcker-Mayer in Guntramsdorf mit mechanischen Schleifladen mit 23 Registern auf zwei Manuale und Pedal. Das 1899 stillgelegte Brüstungspositiv wurde im Zuge des Orgelneubaues 1972–1974 durch die Fa. Walcker-Mayer reaktiviert. Das Instrument wurde 2021 durch die Erbauerfirma ausgereinigt.

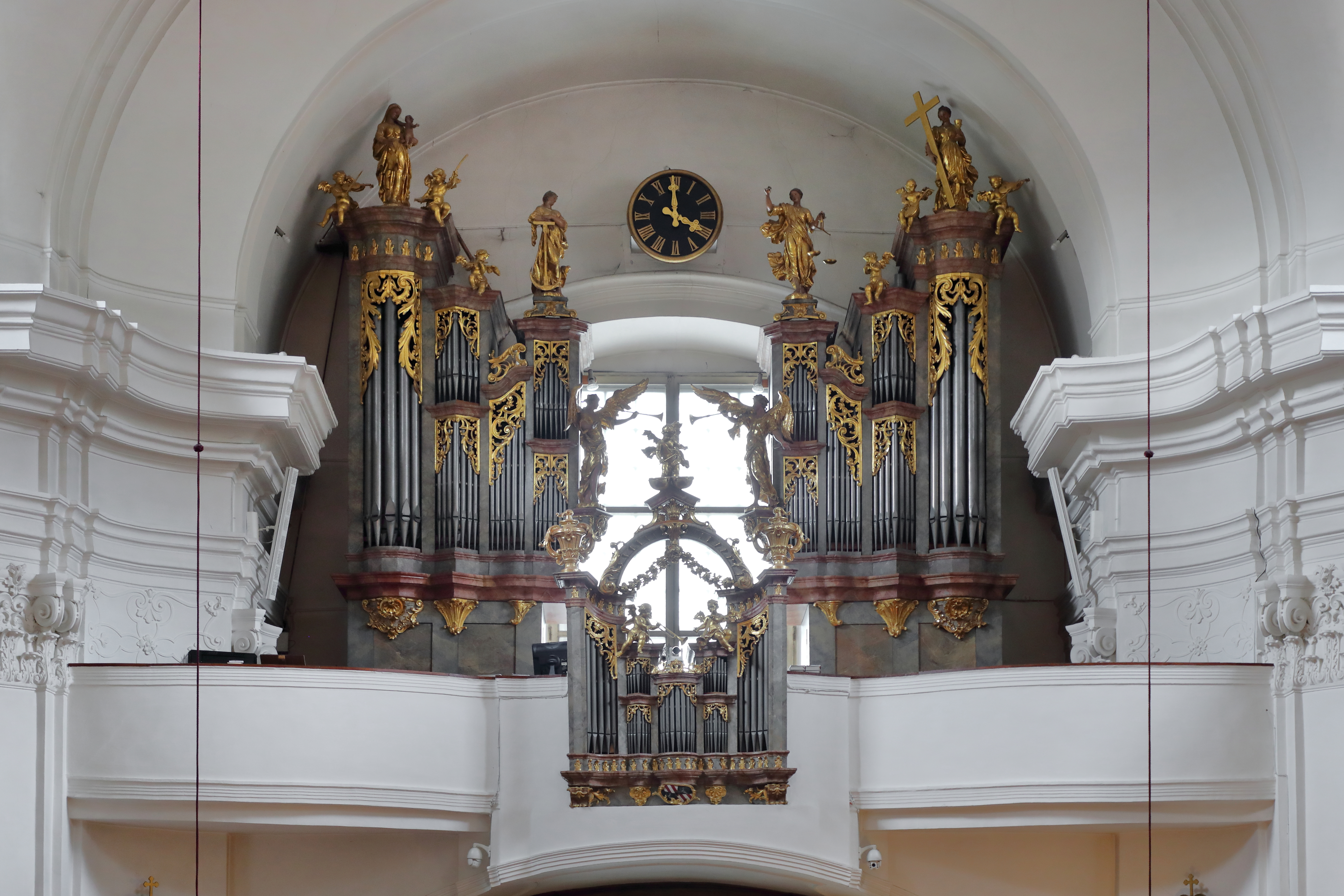
Orgel mit einem Prospekt aus dem Jahr 1741

Die Disposition dieser Orgel seit dem Orgelneubau im Jahre 1974 lautet:
| I Hauptwerk C–g3 |            |       |
| 01.              | Pommer     | 16′   |
| 02.              | Prinzipal  | 08′   |
| 03.              | Gedackt    | 08′   |
| 04.              | Oktav      | 04′   |
| 05.              | Spitzflöte | 04′   |
| 06.              | Superoktav | 02′   |
| 07.              | Mixtur V   | 1 ⁄3′ |
| 08.              | Scharff IV | 2⁄3′  |
| 09.              | Trompete   | 8′    |

| II Brüstungspositiv C–g3 |                |       |
| 10.                      | Rohrflöte      | 8′    |
| 11.                      | Prinzipal      | 4′    |
| 12.                      | Gedacktflöte   | 4′    |
| 13.                      | Sesquialter II | 2 ⁄3′ |
| 14.                      | Blockflöte     | 2′    |
| 15.                      | Quinte         | 1 ⁄3′ |
| 16.                      | Zimbel III     | 1⁄2′  |
| 17.                      | Krummhorn      | 8′    |

| Pedal C–f1 |             |     |
| 18.        | Subbass     | 16′ |
| 19.        | Oktavbass   | 08′ |
| 20.        | Rohrgedackt | 08′ |
| 21.        | Gemshorn    | 04′ |
| 22.        | Rohrpfeife  | 02′ |
| 23.        | Fagott      | 16′ |

- Koppeln: II/I, I/P, II/P als Tritte zum Einhaken

## Glocken
Im Jahr 1955 wurden fünf Glocken gegossen.

## Fatima-Kapelle und Schatzkammer
Westlich des Chores wurde eine Heilig-Grab-Kapelle nach einem Entwurf des Malers Siegfried Koller durch den Baumeister Karl Gaupmann erbaut. Der Raum unter einer Flachdecke hat einen ovalen Stuckspiegel. Im Obergeschoß befand sich ein Oratorium.
Im Jahr 1949 wurde die Heilig-Grab-Kapelle zur Fatima-Kapelle. Die Statue Unsere Liebe Frau von Fatima schuf der Bildhauer Josef Schöner. Die seitlichen Statuen der Heiligen Corona und Theresia von Lisieux in barocken Formen schuf der Bildhauer Joseph Schmalzl. Das barocke Kruzifix entstand in der Mitte des 18. Jahrhunderts.
Im ehemaligen Oratorium wurde 1996 eine Schatzkammer eingerichtet. Ebendort das Leinwandbild Ursprung von Maria Schutz von 1722, eine Kopie befindet sich im Chor. Es werden museal geistliche Gerätschaften und Gewänder ausgestellt. Weiters Votivgaben aus dem 18. und 19. Jahrhundert.